# Comuna Stavîceanî, Slavuta
Stavîceanî (în ucraineană Ставичани) este o comună în raionul Slavuta, regiunea Hmelnîțkîi, Ucraina, formată din satele Kutkî și Stavîceanî (reședința).

## Demografie
Componența lingvistică a comunei Stavîceanî
     Ucraineană (99,37%)
     Alte limbi (0,64%)
Conform recensământului din 2001, majoritatea populației comunei Stavîceanî era vorbitoare de ucraineană (99,37%), existând în minoritate și vorbitori de alte limbi.